# Zilog
Zilog é uma empresa norte-americana, fabricante de microcontroladores, fundada por ex-engenheiros da Intel em 1974 (Federico Faggin). Seu principal produto foi o microprocessador Zilog Z80, uma das mais bem-sucedidas UCPs de 8 bits da história.
É uma líder na fabricação de microcontroladores para controles remotos de aparelhos de áudio e vídeo (aparelhos de som, TVs, DVDs, etc.). Atualmente oferece controladores de 8, 16 e 32 bits de diversas famílias.
Destaques para família Acclaim, para conectividade de sistemas "embedded" à redes locais ou internet, e família Zatara para projetos de terminais de transações comerciais seguras.
Oferece ainda interfaces infravemelho para padrão IrDA e circuitos integrados para interfaces seriais, bloqueadores de canais de TV, etc.